# ROPN1L
ROPN1L (англ. Rhophilin associated tail protein 1 like) – білок, який кодується однойменним геном, розташованим у людей на 5-й хромосомі. Довжина поліпептидного ланцюга білка становить 230 амінокислот, а молекулярна маса — 26 107.
| 10         |  | 20         |  | 30         |  | 40         |  | 50         |
| ---------- |  | ---------- |  | ---------- |  | ---------- |  | ---------- |
| MPLPDTMFCA |  | QQIHIPPELP |  | DILKQFTKAA |  | IRTQPADVLR |  | WSAGYFSALS |
| RGDPLPVKDR |  | MEMPTATQKT |  | DTGLTQGLLK |  | VLHKQCHHKR |  | YVELTDLEQK |
| WKNLCLPKEK |  | FKALLQLDPC |  | ENKIKWINFL |  | ALGCSMLGGS |  | LNTALKHLCE |
| ILTDDPEGGP |  | ARIPFKTFSY |  | VYRYLARLDS |  | DVSPLETESY |  | LASLKENIDA |
| RKNGMIGLSD |  | FFFPKRKLLE |  | SIENSEDVGH |  |            |  |            |

A: Аланін

C: Цистеїн

D: Аспарагінова кислота

E: Глутамінова кислота

F: Фенілаланін

G: Гліцин

H: Гістидин

I: Ізолейцин

K: Лізин

L: Лейцин

M: Метіонін

N: Аспарагін

P: Пролін

Q: Глутамін

R: Аргінін

S: Серин

T: Треонін

V: Валін

W: Триптофан